# Куп Републике Српске у фудбалу 1994/95.
Куп Републике Српске у фудбалу 1994/95. је друга сезона овог такмичења које се одржава на територији Републике Српске у организацији Фудбалског савеза Републике Српске. Прво такмичење је одржано у годину дана раније, у сезони 1993/94.
У Купу Републике Српске учествују фудбалски клубови са подручја Републике Српске. Клубови нижег нивоа такмичења морају у оквиру подручних савеза изборити учешће у Купу.
Парови се извлаче жребом. До полуфинала се игра по једна утакмица, у полуфуналу две а финална утакмица се игра на стадиону одређеном накнадно или се играју две утакмице.
Ове сезоне поново се више од стотину клубова нашло у жребу за куп, тачније 126 (ПФС Приједор 10, ПФС Бањалука 42, ОФС Добој 18, ПФС Бијељина 24, ПФС Сарајево 27, ПФС Требиње 5), након такмичења по регионима, у лето 1995. године уследила је елиминациона фаза на простору читаве Републике Српске. Одлучено је да се овај пут у финалу играју две утакмице. У финале другог по реду Купа Републике Српске пласирале су се екипе Борца из Бања Луке и Рудара из Приједора. Прва утакмица је била на програму 16. децембра 1995. године у Приједору, само два дана након Париског споразума, којим је верификован Дејтонски мировни споразум од 21. новембра, којим је окончан рат на простору СФР Југославије.
У правом зимском амбијенту, ови ривали одиграли су меч пред више од 5.000 гледалаца, а сусрет је на крају завршен без победника резултатом 2:2.
Реванш меч финала је требало да буде одигран 20. децембра, али је утакмица отказана због магле и одиграна три дана касније 23. децембра 1995. године. Утакмица је одиграна на Градском стадиону у Бања Луци пред око 25 хиљада гледалаца. Био је то сусрет који је окупио највише посетилаца у историји фудбала Републике Српске. Борац је победио Рудар резултатом 3:2 и на тај начин освојио први Куп Републике Српске у својој историји.

## Финале

### Прва утакмица
Рудар—Борац 2 : 2, 16. децембар 1995, Градски стадион у Приједору, гледалаца: око 5.000, стрелци за Рудар су Зоран Јањетовић и Жељко Мацура, а за Борац голове су дали Драган Секулић и Андреј Грубор.
- РУДАР ПРИЈЕДОР: Чобановић, Драгић, Јошкић, Лукић, Пекија, С. Јањетовић, З. Јањетовић, Мацура (88. Кесић), Прокопић (65. Микановић), Вањеш, Краљ. Тренер: Никола Бевандић.
- БОРАЦ: Јањић, Грубор, Вукеља, Старчевић, Билбија, Петреш, Секулић (80. Стрика), Бенић (75. Теиновић), Јагодић, Јандрић, Трнић. Тренер: Јосип Пелц.

### Друга утакмица
Борац—Рудар 3 : 2, 23. децембар 1995, Градски стадион у Бањој Луци, гледалаца: око 25.000, стрелци: Секулић у 48, Јагодић у 55. и Билбија у 88. минуту за Борац, а Краљ у 8. и Саламић у 85. минуту за Рудар Приједор.
- БОРАЦ: Јањић, Грубор, Вукеља, Старчевић, Билбија, Петреш, Секулић, Бенић (Теиновић), Јагодић, Јандрић, П. Трнић. Тренер: Јосип Пелц
- РУДАР: Чобановић, Драгић, Д. Јошкић, Лукић, С. Јањеновић, Саламић, З. Јањетовић, Мацура, Згоњанин, Врањеш (Керановић), Краљ. Тренер: Никола Бевандић

| Утак. | Клуб, Место      | Резултат | Клуб, Место      |
| ----- | ---------------- | -------- | ---------------- |
| 1.    | Рудар, Приједор  | 2:2      | Борац, Бања Лука |
| 2.    | Борац, Бања Лука | 3:2      | Рудар, Приједор  |

| Победник Купа Републике Српске у фудбалу 1994/95. |
| ------------------------------------------------- |
| Борац Бања Лука 1. титула                         |